# Cidaphus paniscoides
Cidaphus paniscoides là một loài tò vò trong họ Ichneumonidae.